# Curtiss XF14C
Curtiss XF14C là một loại máy bay tiêm kích hải quân của Hoa Kỳ. Do hãng Curtiss-Wright Corporation phát triển.

## Tính năng kỹ chiến thuật (XF14C-2)
Dữ liệu lấy từ Curtiss Aircraft 1907–1947
Đặc điểm tổng quát
- Kíp lái: 1
- Chiều dài: 37 ft 9 in (11,5 m)
- Sải cánh: 46 ft (14,02 m)
- Chiều cao: 17 ft (5,18 m)
- Diện tích cánh: 375 ft² (34,83 m²)
- Trọng lượng rỗng: 10.531 lb (4.777 kg)
- Trọng lượng cất cánh tối đa: 14.950 lb (6.781 kg)
- Động cơ: 1 × Wright XR-3350-16, 2.300 hp (1.716 kW)

 Hiệu suất bay 
- Vận tốc cực đại: 418 mph (363 knot, 673 km/h) trên độ cao 32.000 ft (9.800 m)
- Vận tốc hành trình: 172 mph (150 knot, 277 km/h)
- Tầm bay: 1.530 mi (1.330 hải lý, 2.462 km)
- Trần bay: 39.800 ft (12.100 m)
- Vận tốc lên cao: 2.700 ft/phút (13,7 m/s)

Trang bị vũ khí

- Súng: 4 × pháo 20 mm